# Schiffsfriedhof bei Guilvinec

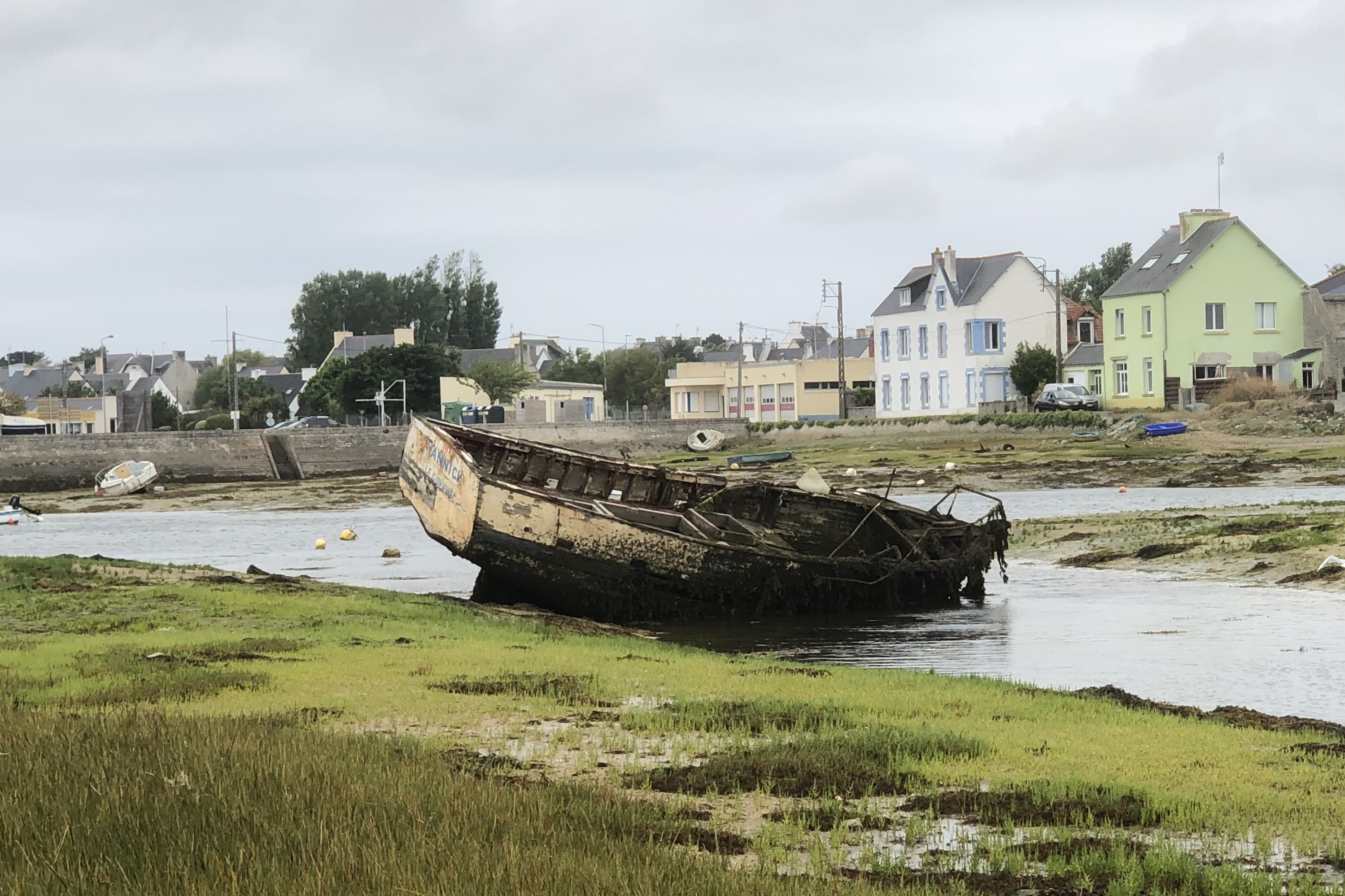
Schiffsfriedhof bei Guilvinec im Jahr 2022, im Bild die Yannick

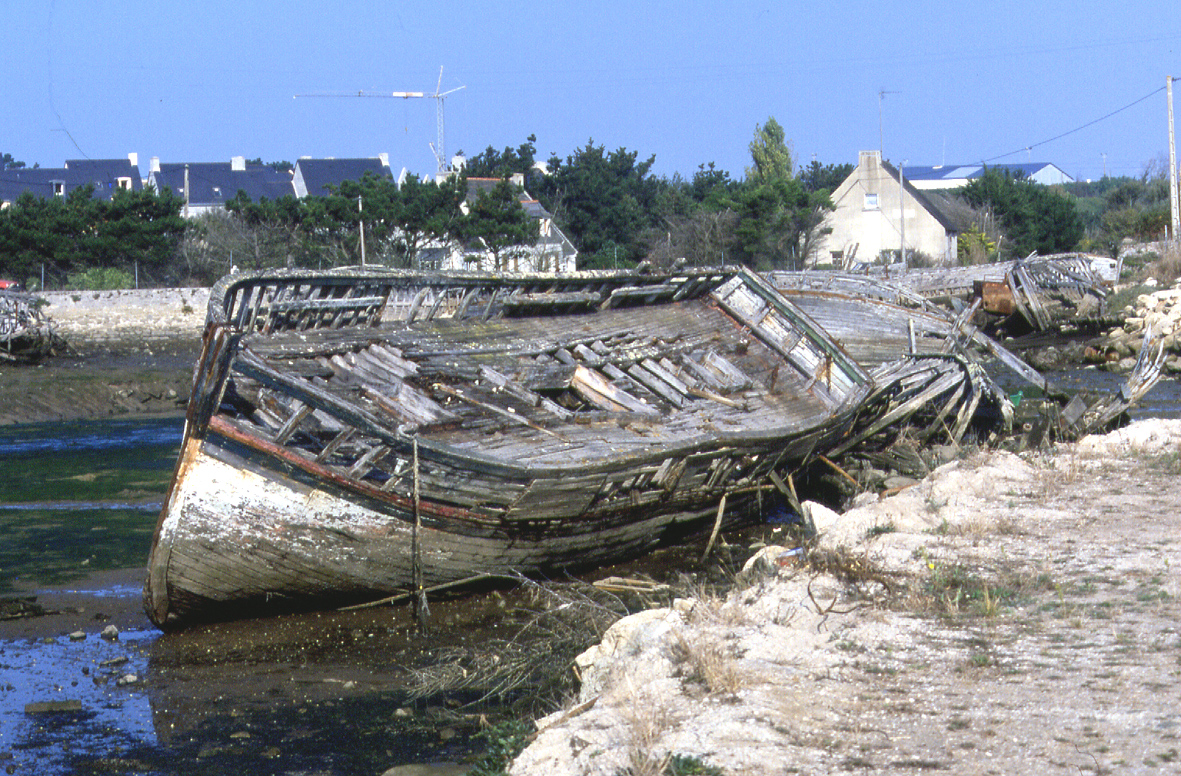
1990

Der Schiffsfriedhof bei Guilvinec ist ein Schiffsfriedhof bei Guilvinec in der Bretagne in Frankreich.

## Lage
Der Friedhof befindet sich unmittelbar östlich der Ortslage von Guilvinec in einem Gebiet nordöstlich des Hafens Guilvinec. Östlich grenzt der zur Gemeinde Treffiagat gehörende Ortsteil Léchiagat an.

## Gestaltung und Geschichte
Auf dem Schiffsfriedhof befinden sich diverse Wracks hölzerner Schiffe in unterschiedlichen Stadien des Verfalls. In das Gebiet wurden etwa 30 hölzerne Fischerboote verbracht. Die 12 bis 15 Meter langen Boote waren Ende der 1920er Jahre entstanden. Hölzerne Trawler mit einer Länge von 15 Metern und mehr waren nach 1935 gebaut und bis 1960 genutzt worden.
Aufgrund des stetigen Verfalls sind die Wracks bereits weitgehend zersetzt. Als größeres zusammenhängendes Wrack besteht derzeit (Stand 2022) die Yannick, deren Aufschrift Le Guilvinec als Heimathafen ausweist.